# Ivan Mazepa
Pour les articles homonymes, voir Mazeppa.
Ivan Stepanovytch Mazepa (en ukrainien : Іван Степанович Мазепа, en russe : Иван Степанович Мазепа), francisé en Jean Mazeppa dans les sources anciennes, né le 30 mars 1639 et mort le 2 octobre 1709, est un hetman des cosaques d'Ukraine, militaire, mécène et héros de la nation ukrainienne.
Sa vie mouvementée est devenue source d'inspiration à l'époque romantique.

## Biographie

### Origine et formation
Né le 30 mars 1639 (le 20 mars selon le calendrier julien) dans une famille noble mais pauvre de la voïvodie de Podolie, Ivan Mazepa étudie au collège de Kiev puis chez les jésuites de Varsovie avant de devenir page du roi de Pologne, Jean II Casimir Vasa. À la cour, il acquiert des connaissances qui lui seront utiles plus tard. Il voyage beaucoup durant sa jeunesse, notamment en France, Italie et Hollande.

### Débuts
Selon une tradition, reprise par Voltaire dans son Histoire de Charles XII (1731), puis entre autres par André-Guillaume Contant d'Orville (1764), c'est au cours de son séjour en Volhynie (entre 1659 et 1663 ?) qu'il noue une liaison avec l'épouse d'un gentilhomme polonais nommé Falbowski, son employeur : ce dernier l'ayant surpris en flagrant délit d'adultère, Mazepa est attaché entièrement nu, le corps enduit de goudron, sur le dos d'un cheval sauvage qui l'emporte au loin dans les steppes ukrainiennes. Recueilli par des paysans, il se remet de cette aventure grâce à leurs bons soins. Il s'établit parmi eux, découvrant la vie guerrière de ce peuple en proie aux invasions, rapines, raids et brigandages les plus divers. Cette vie mouvementée est l'occasion rêvée pour lui de démontrer ses qualités. 

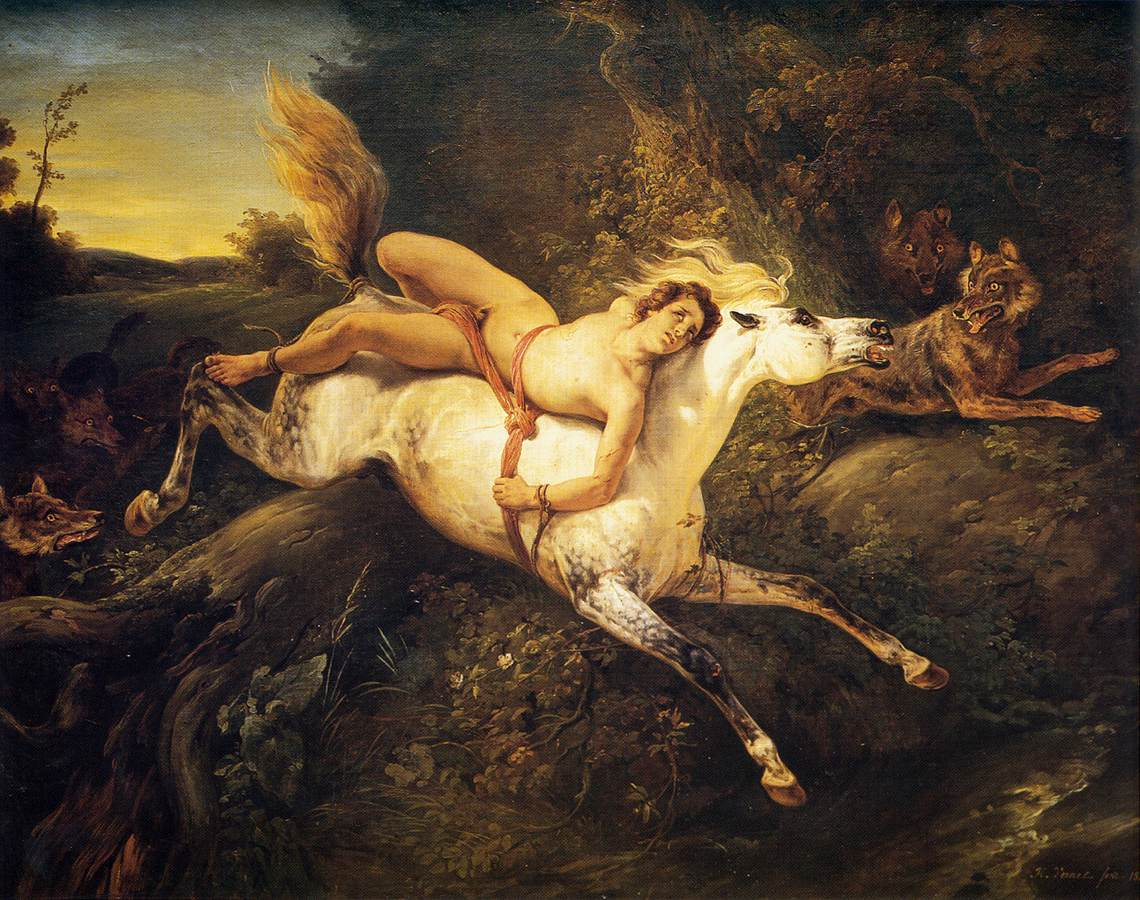
Mazeppa aux loups (1826) par Horace Vernet.

### Au service de Pierre le Grand
Il devient d'abord secrétaire puis adjudant de l'hetman Ivan Samoïlovitch (1630-1690). Mais celui-ci est déposé le 20 juin 1687 en raison de son impéritie, qui a coûté la vie à une partie de l'armée cosaque en Crimée. Mazepa est élu à sa place non sans avoir œuvré à discréditer Ivan Samoïlovitch auprès du prince Golitsyne. Parmi ses réussites, on remarque particulièrement l'expédition d'Azov. Il transforme le Collège de Kiev en Académie, s'évertuant à former une élite en Ukraine, en encourageant la construction d'écoles et de lieux de culte, modifie la Forteresse de Kiev en vue de son indépendance. 
Son habileté lui permet d'acquérir la confiance de Pierre le Grand, qui lui décerne le cordon de Saint André ainsi que le titre de conseiller privé pour vingt ans de services loyaux et efficaces. Il est même fait prince de l'Ukraine, mais ses ambitions ne sont pas satisfaites. 
Il médite longtemps et manœuvre habilement pour préparer sa trahison visant à acquérir l'indépendance alors que les signes venant du tsar sous-tendent plutôt une incorporation toujours plus importante de l'Ukraine à Moscou, notamment à travers l'idée de suppression même de son titre d'hetman. En particulier, il se fait passer pour un vieil homme proche de la mort, perpétuellement entouré de médecins, et fait construire des églises ici et là.

### Allié de Charles XII de Suède
Pendant la Grande guerre du Nord, il établit des relations avec le roi de Suède Charles XII. Il convainc les Cosaques zaporogues que Pierre le Grand a l'intention de détruire la cosaquerie ukrainienne. 

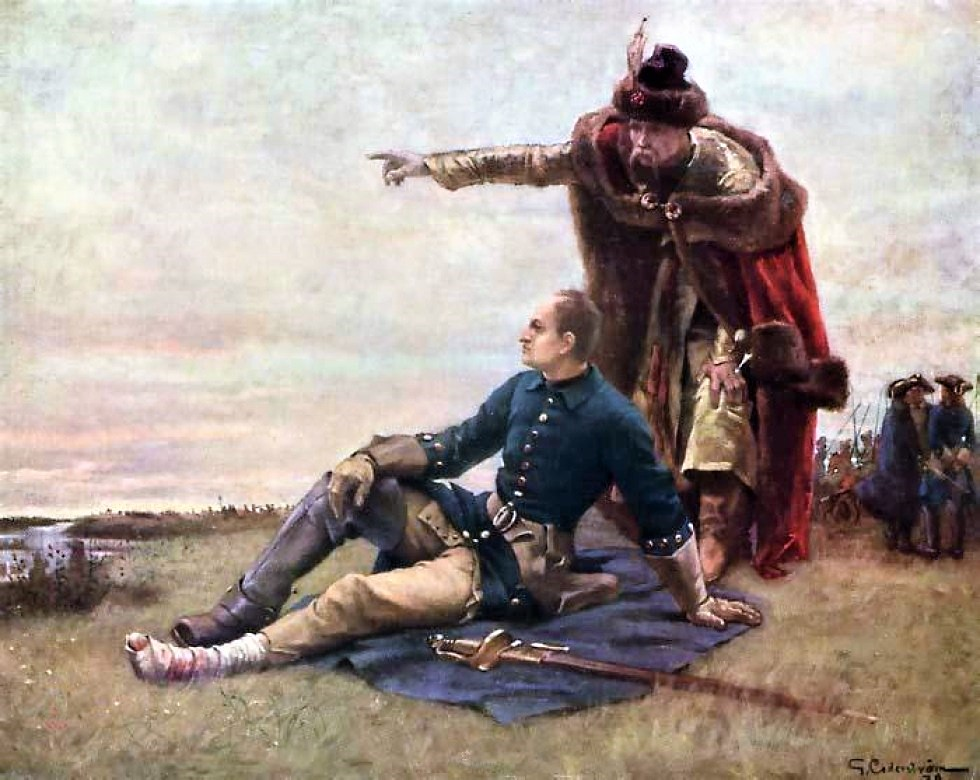
Charles XII et Mazepa après la bataille de Poltava (1876) par Gustaf Cederström.

Mais ses plans sont dénoncés au tsar par le général cosaque Vassili Leontievitch Kotchoubeï et le colonel Ivan Ivanovitch Iskra. Mazepa, ayant intercepté le courrier, fait décapiter les dénonciateurs (14 juillet 1708). Se sachant découvert, il essaie de se préparer à la guerre. Sa capitale Batouryn est détruite par les armées du tsar menée par Alexandre Menchikov. Mazepa est tout juste capable de rassembler une poignée d'hommes pour aller rejoindre Charles XII, alors que celui-ci compte sur la totalité de l'armée que lui a promise Mazepa. Ils se rejoignent à Poltava, où l'armée suédoise subit une grave défaite lors de la bataille de Poltava (8 juillet 1709). Mazepa n'a pu rallier à lui le sultan malgré une lettre adressée à Constantinople soulignant la nécessité d'une Ukraine indépendante au risque pour l'empire Ottoman de perdre la Crimée en faveur des Russes, chose qui sera réalisée quelque soixante-dix ans plus tard. 
Après la déroute, Mazepa se réfugie en Valachie, puis à Tighina (Bender) en Moldavie, où il meurt le 2 octobre (21 septembre c.j.) 1709. Peu avant la mort de Mazeppa, Pierre Ier de Russie lui décerne un titre d'infamie, l'Ordre de Judas, créé spécifiquement pour lui et qualifier ainsi sa traîtrise.

## Distinctions
- 8 février 1700 : Ordre de Saint-André ; Mazeppa est rayé de l'ordre par Pierre Ier le Grand le 8 juillet 1709.

## Postérité et iconographie

### Littérature
La « légende » de Mazepa a inspiré des poèmes à Byron, avec Mazeppa (1819), et un autre (1829) à Victor Hugo, dans ses Orientales. Il est également au cœur des poèmes d'Alexandre Pouchkine dans Poltava (1828-1829), d'un drame de Juliusz Słowacki (1840). En 1851, Franz Liszt publie ses Douze études d'exécution transcendante, dont la quatrième est intitulée Mazeppa, en référence directe au poème de Hugo.  

### Musique
Le musicien d'origine irlandaise Michael William Balfe compose une cantate en 1861 (The Page) et Tchaïkovski, l'opéra Mazeppa de 1881 à 1883. Franz Liszt : Mazeppa, poème symphonique (1851). Clemence de Grandval :  opéra Mazeppa (1892)

### Peinture
Dans les années 1820, des peintures représentent l'épisode supposé de la vie de Mazepa, celui de la punition infligée par le noble polonais : on compte, outre la dernière toile de Théodore Géricault (1823, MET), celles d'Eugène Delacroix (1824, galerie nationale de Finlande), d'Horace Vernet (1826, musée Calvet), Louis Boulanger (1827, musée des Beaux-Arts de Rouen) auquel Hugo dédie son poème, toutes inspirées par le mythe du cavalier cosaque se battant pour la liberté, qui connaissait alors un gros succès en France. 

### Équestre
Il est intéressant de noter qu'en 1825, à Paris, au Cirque-Olympique, l'écuyer italien Antonio Franconi met en scène un spectacle équestre intitulé Mazeppa, ou le cheval tartare ; ce spectacle à gros succès est ensuite exporté vers les pays anglo-saxons dont les États-Unis, suivant la vogue de l'équitation. En 1851, Théodore Chassériau exécute une nouvelle composition inspirée du mythe (musée des Beaux-Arts de Strasbourg).

### Cinéma
La vie d'Ivan Mazepa a inspiré de nombreux films dont Mazeppa (1909), Mazeppa, der Volksheld der Ukraine (1919) de Martin Berger, le Mazeppa (1993) de Bartabas primé à Cannes, et Une prière pour l'hetman Mazepa / Молитва за гетьмана Мазепу, fiction réalisée en 2001 par Youri Illienko.

### Sculpture
En août 2009, un monument à l'hetman, œuvre du sculpteur Giennadij Jerszow (en), est dévoilé au parc Dytynets à Tchernihiv. L'ouverture s'est accompagnée d'affrontements entre la police et les opposants au Mazepa.

### Odonymie
Des rues à Kyiv, Poltava, Tcherniyv lui sont dédiées, ainsi que la croix Ivan Mazepa.

### Militaire
La corvette Hetman Ivan Mazepa de la marine ukrainienne ainsi que la 54e brigade mécanisée.